# Juan González (Fußballspieler, 1975)
Juan Claudio González Calderón (* 6. Oktober 1975 in Santiago) ist ein ehemaliger chilenischer Fußballspieler. Der Innenverteidiger wurde in der Apertura 2009 mit Universidad de Chile Meister.

## Karriere
Sein Profidebüt gab Juan Gónzalez, auch La Vieja genannt, 1997 im Trikot von Deportes Linares. 1998 wechselte er zu Santiago Morning, wo er den Aufstieg in die Primera División schaffte. Im Jahr 2003 wechselte er zu Deportes Temuco, 2004 schloss er sich dem schwer zu spielenden Team von Coquimbo Unido an. 2006 wurde Juan González Teil von Audax Italiano, wo er sich als feste Größe und unbestrittener Stammspieler etablierte. Er spielte erfolgreiche Saisons in der heimischen Liga und in der Copa Libertadores. Aufgrund seiner guten Leistungen im Jahr 2008 interessierte sich der CF Universidad de Chile, unter der Leitung von Arturo Salah, für ihn und verpflichtete ihn für die Saisons 2008 und 2009.
Trotz anfänglicher Leistungsschwächen in den ersten Spielen etablierte er sich gegen Ende der Saison und wurde zu einer festen Größe in der Defensive der Mannschaft. Am Ende der Saison wurde er jedoch an Audax Italiano verliehen. Später kehrte er zur Universidad de Chile zurück, wo er sein erstes Tor in der Vorbereitung der Mannschaft erzielte und in der Copa Libertadores 2009 das entscheidende Tor in der bolivianischen Stadt Cochabamba beim Club Aurora erzielte, um den Einzug in die nächste Runde zu sichern.
Danach war er noch bei weiteren chilenischen Vereinen aktiv: 2011 bei Deportes Iquique, 2012 bei Universidad de Concepción und seine Karriere beendete Gónzalez beim CD Magallanes 2013.

## Nach der Karriere
Nach seiner Profikarriere spielte González Futsal im Team von Universidad de Chile neben anderen ehemaligen Fußballprofis wie César Henríquez oder Diego Rivarola.

## Erfolge
Universidad de Chile
- Chilenischer Meister: 2009-A